# Vie de Henry Brulard
Vie de Henry Brulard est une œuvre autobiographique inachevée de Stendhal, pseudonyme de Henri Beyle. Il y évoque ses amours, ses aspirations, son enfance, ses parents, ses études à l'école centrale de Grenoble. C'est, à côté du Journal et de Souvenirs d'égotisme, l’œuvre autobiographique la plus importante de Stendhal.
Écrite en 1835-1836, elle ne fut publiée qu’en 1890 par Casimir Stryienski. Le titre fait allusion au véritable patronyme de Stendhal, modifié par refus du nom paternel et goût des pseudonymes.

## Projet de Stendhal

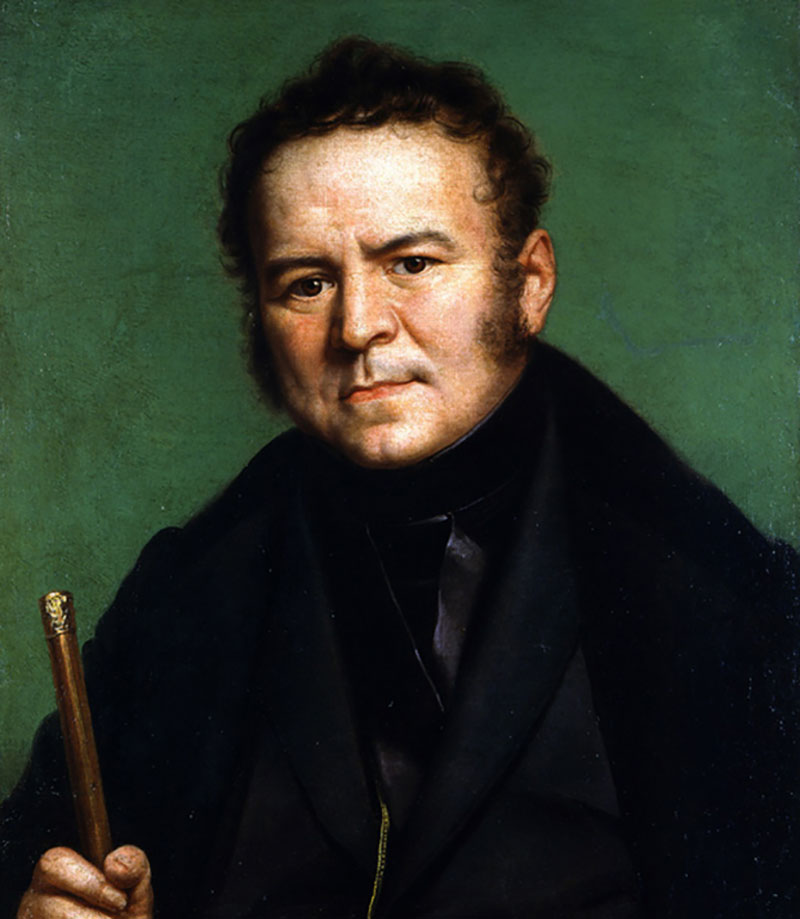
Portrait de Stendhal par Ducis, au moment de la rédaction de Vie de Henry Brulard, 1835, Bibliothèque Sormani, Milan.

Devant San Pietro in Montorio, Rome à ses pieds, à l’orée de ses cinquante ans, Stendhal repense à sa vie et rêve à ses amours. « Après tout, me dis-je, je n’ai pas mal occupé ma vie, occupé ! Ah ! c’est-à-dire que le hasard ne m’a pas donné trop de malheurs, car en vérité ai-je dirigé le moins du monde ma vie ? »
Si Stendhal se lance dans le récit c’est avant tout pour se connaître lui-même : « Le soir en rentrant assez ennuyé de ma soirée de l'ambassadeur je me suis dit : je devrais écrire ma vie, je saurai peut-être enfin, quand cela sera fini dans deux ou trois ans, ce que j'ai été, gai ou triste, homme d'esprit ou sot, homme de courage ou peureux, et enfin au total, heureux ou malheureux, je pourrai faire lire ce manuscrit à di Fiori,. » 

Tout en commençant son récit, il réalise le risque de tomber dans l’égotisme : « Cette idée me sourit. Oui, mais cette effroyable quantité de Je et de Moi ! Il y a de quoi donner de l'humeur au lecteur le plus bénévole. Je et Moi, ce serait, au talent près, comme M. de Chateaubriand, ce roi des égotistes. » S’il n’est pas sûr d’éviter cet écueil, il poursuit, fidèle à son beylisme, pour la jouissance que l’écriture lui procure : « A vrai dire, je ne suis rien moins que sûr d'avoir quelque talent pour me faire lire. Je trouve quelquefois beaucoup de plaisir à écrire, voilà tout. »
Avec l’espoir cependant d’être lu un jour par des êtres aimés constituant une sorte d’élite morale, les « happy few » : « Mes Confessions n’existeront donc plus trente ans après avoir été imprimées, si les Je et les Moi assomment trop les lecteurs ; et toutefois j’aurai eu le plaisir de les écrire, et de faire à fond mon examen de conscience. De plus, s’il y a succès, je cours la chance d’être lu en 1900 par les âmes que j’aime, les Madame Roland, les Mélanie Guilbert, les… »

### Comment se connaître soi-même?

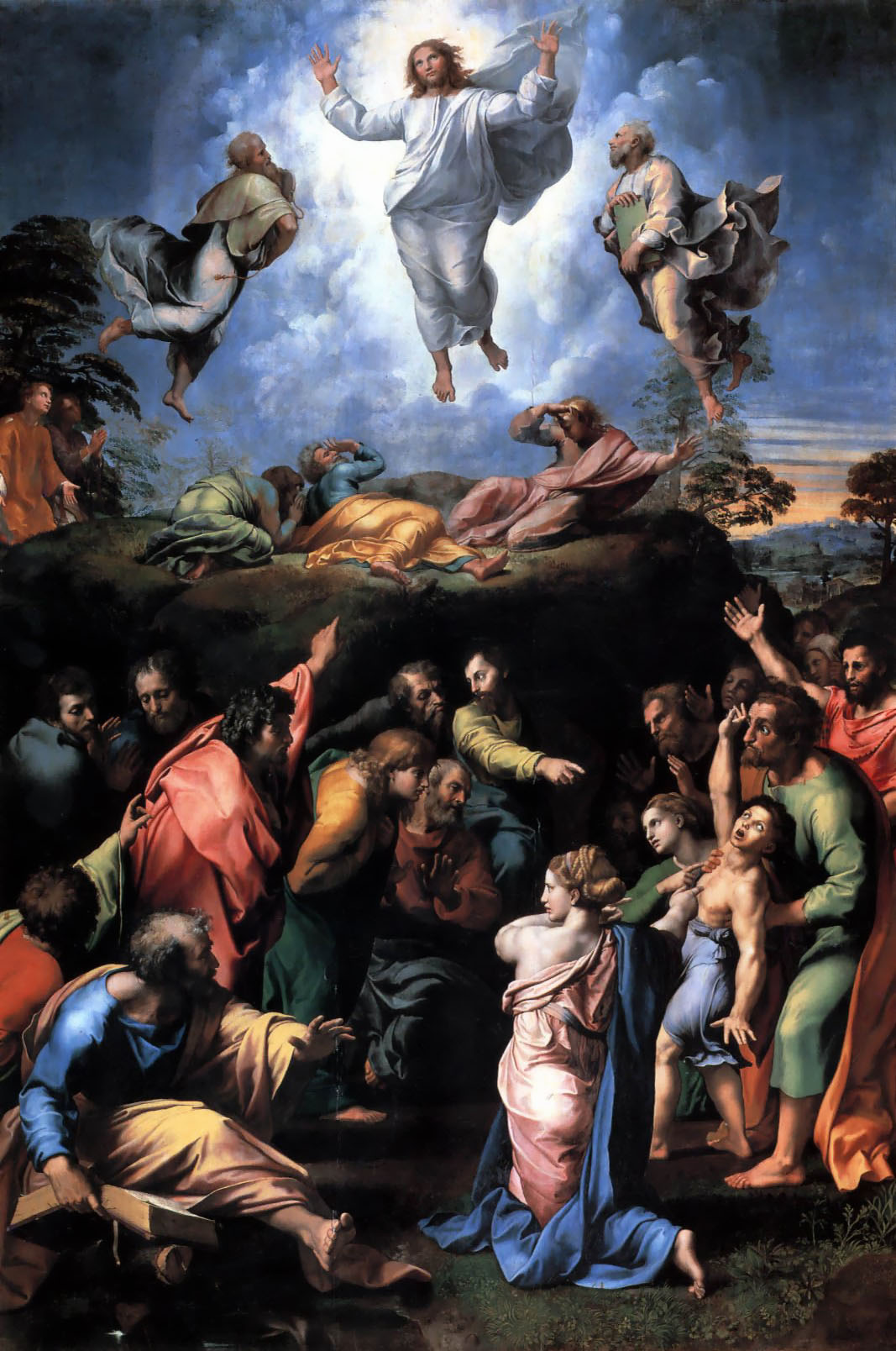
La Transfiguration de Raphaël, dont Stendhal regrette qu’elle ait quitté San Pietro in Montorio pour le Vatican.

Il ne prétend cependant aucunement faire une œuvre objective et impartiale. Il n’est pas un froid observateur de son existence : à chaque page bouillonne la colère contre ceux qui l’ont fait souffrir pendant son enfance.
Pour se connaître, Stendhal va réaliser une véritable généalogie du Moi. Ce n’est plus par la notation des faits quotidiens narrés sur le moment, comme dans son Journal', mais par une « archéologie du Moi » que Stendhal veut travailler. Il va rechercher dans son enfance la source de ses traits de caractère : 
- Stendhal hait la monarchie et la religion : dans Le Rouge et le Noir et La Chartreuse de Parme, il trace un portrait acerbe de la Restauration et des aristocrates. Il explique cette haine par le dégoût que lui inspiraient son précepteur l’Abbé Raillane et sa tante Séraphie[6], ainsi que par la tristesse de son enfance passée dans un milieu aristocratique[7].

- Stendhal était amoureux de l’Italie, ainsi que le montre son émotion lorsqu’il évoque son arrivée à Milan, au chapitre 56. Cet amour aurait pour source son amour pour sa mère et pour toute la branche maternelle, les Gagnon. Sa grand-tante lui a expliqué que les Gagnon étaient originaires d’Italie (chapitre 8). Stendhal ne reconnaissant que la filiation maternelle, il se sent donc italien.

- Stendhal fut pendant longtemps victime d’« espagnolisme » c’est-à-dire d’une tendance à être incroyablement passionné. Cet amour de l’honneur et de l’héroïsme est rapporté au chapitre 31, où Stendhal dit avoir regretté de ne pas s’être battu en duel, et lui fait détester tout ce qui est bas. Cette tendance lui vient de sa grande grand-tante Elisabeth (voir les chapitres 8 et 21).

- Il déteste l'hypocrisie car elle était incarnée aussi bien par l’Abbé Raillane, que par sa tante Séraphie et son père[8].

- Stendhal a toujours eu une passion pour les raisonnements exacts et pour les mathématiques. Cette passion lui vient de sa haine de l’Abbé Raillane, « ennemi de toute logique » (chapitre 7), et de son désir de sortir de Grenoble par les mathématiques (chapitre 8)[citation nécessaire].

- Stendhal adorait l’énergie, la passion, la jeunesse, et cet amour s'incarne dans les héros de ses romans, comme Julien Sorel ou Fabrice del Dongo. Il a en effet grandi dans un milieu qui n'était composé que d’adultes ennemis de toute passion[7].

### Nature du souvenir
Cette généalogie du moi repose sur des souvenirs qui ne constituent pas une suite d’évènements mis bout à bout, mais des sensations qui ont un aspect profondément visuel, marqué par des expressions récurrentes avant l'évocation d'un souvenir, comme « je vois », mais surtout, par la présence massive de croquis dans le manuscrit de la Vie de Henry Brulard. Plusieurs passages tentent d’échapper à l’appréciation subjective ; c’est le cas lorsque le narrateur évoque la mort de sa mère : « Elle périt à la fleur de la jeunesse et de la beauté en 1790, elle pouvait avoir vingt-huit ou trente ans ». Selon Monique Schneider, Stendhal cherche par là à « capter directement l’expérience ressentie ». 
Stendhal ne représente pas le passé comme monolithique mais insiste sur le cheminement difficile de la mémoire : il explique ainsi au chapitre 13 que, parfois, des pans entiers de souvenirs lui manquent.[citation nécessaire]. Au chapitre 45, il évoque la possible substitution à ses souvenirs d'images vues après coup ou de récits qui lui ont été faits. Souvent commentés par Claude Simon, ces troubles mémoriels sont nommés « syndrome de Brulard » par le critique Dominique Viart.

### Vie de Henry Brulardcomme autobiographie

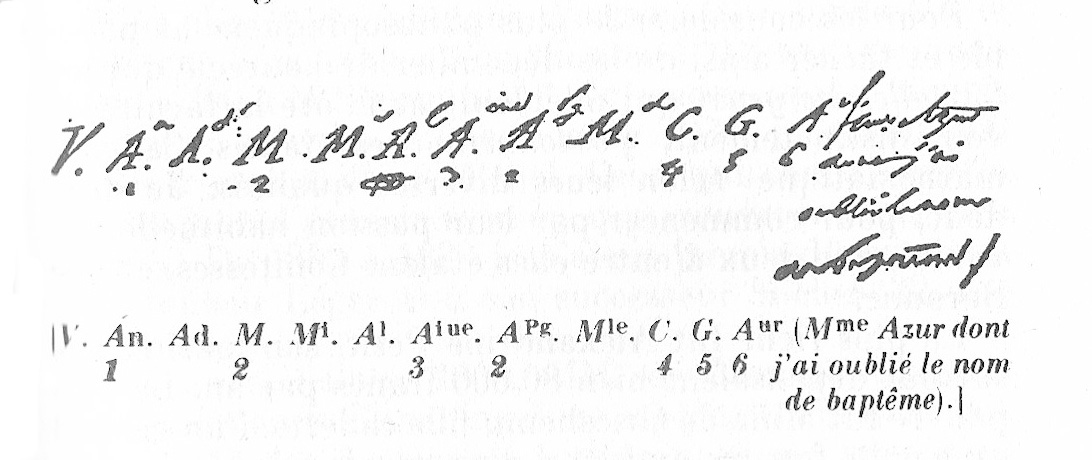
Liste des femmes qu’il a aimées, insérée dans Vie de Henry Brulard : Je rêvais profondément à ces noms, et aux étonnantes bêtises et sottises qu’ils m’ont fait faire. (De gauche à droite : Virginie Kubly, Angela Pietragrua, Adèle Rebuffel, Mina de Griesheim, Mélanie Guilbert, Angelina Bereyter, Alexandrine Daru, Angela Pietragrua, Matilde Dembowski, Clémentine Curial, Giulia Rinieri, Madame Azur-Alberthe de Rubempré).

Comme pour toute production verbale une étude des procédés d’écriture de la Vie de Henry Brulard est possible. Elle est même nécessaire si on ne veut pas réduire cette œuvre à une psychanalyse. 
Une des grandes questions est celle des propriétés du genre auquel appartient la Vie de Henry Brulard. La grande caractéristique de l’autobiographie est qu’elle repose sur une sorte de « pacte autobiographique » pour reprendre l’expression de Philippe Lejeune. Stendhal cherche ainsi, dès le premier chapitre, à établir une relation de confiance entre lui et son lecteur, en affirmant sans cesse sa volonté d’atteindre la vérité et d’éviter tout artifice. 
En outre, il faut que le lecteur sache que l’auteur a effectivement voulu écrire une autobiographie – les déclarations d’intentions de l’auteur ne suffisent pas. L’autobiographie ne se distingue pas par des propriétés formelles (dans une fiction le narrateur peut affirmer la véracité des faits rapportés) mais par le fait que l’auteur et le lecteur croient que l’autobiographie tente d’avoir une valeur référentielle (elle ne fait que le tenter : l’auteur peut avouer pouvoir se tromper involontairement, ce que fait d’ailleurs Stendhal).
L’autobiographie se laisse comprendre uniquement si on intègre des concepts venant de la « pragmatique » : elle repose sur une certaine attente (attente de rapporter des faits véridiques) qu’elle provoque chez le lecteur.
Vie de Henry Brulard s’arrête en 1800, et selon Dominique Sels, « une telle borne à ce récit autobiographique n’en fait pas un récit inachevé, puisque ce qui était le narrateur meurt et se déleste de son propre “ cadavre ”. Un autre naît, construit grâce à “ l’échafaudage ” très dynamique des mathématiques, échafaudage remisé une fois qu’il a servi à l’éveil du cerveau, au voyage de Grenoble à Paris, et à la mue ».

## Stendhal et lapsychanalyse
On peut faire un rapprochement entre certains thèmes de l’œuvre et une psychanalyse (complexe d’Œdipe) : surtout, c’est avec l’idée selon laquelle l’enfance explique tout que Stendhal semble pouvoir passer comme un Freud avant l’heure. 
Il y déclare en effet : « (À six ans) j'étais amoureux de ma mère. […] Je voulais couvrir ma mère de baisers et qu'il n'y eût pas de vêtements. Elle m'aimait à la passion et m'embrassait souvent, je lui rendais ses baisers avec un tel feu qu'elle était souvent obligée de s'en aller. J'abhorrais mon père quand il venait interrompre nos baisers ».
Pourtant, l'influence de certains spécialistes poussent à la remise en cause de la lecture freudienne de la relation entre Stendhal et ses parents. Notamment au travers de cette question d'amour maternel, une nuance est apportée par Philippe Berthier grâce à l'apport de la notion d'Eros dans l'œuvre stendhalienne, qui repousserait toute notion d'amour physique à propos de sa mère.

## Vie de Henry Brulardcomme Témoignage historique
Ce livre apporte un témoignage historique de première main sur son époque, en particulier sur Grenoble et Claix (où le père de Stendhal avait une propriété) à la fin du XVIIIe siècle. Stendhal enfant fut en particulier spectateur de la Journée des Tuiles. On y retrouve aussi la description de l'Hôtel de Castries à Paris que l'auteur fréquenta ainsi que du jardin de ville de Grenoble.